# 趙栻
和王趙栻（1111年—1128年），宋朝宗室。 
宋朝第八代皇帝宋徽宗赵佶的第十七子，生母楊修容，同母姐姐顺淑帝姬。
政和元年（1111年）六月出生，九月賜名趙栻，授靜江軍節度使、檢校太尉，封廣國公。政和三年（1113年）正月，正三公官名，改授檢校太保。宣和七年（1125年）二月，改定武軍節度使，加開府儀同三司，進封南康郡王。靖康元年（1126年）四月，改瀛海、安化軍节度使，檢校太傅，進封和王。赵栻随宋徽宗、宋钦宗被金兵所虏，次年即建炎二年（1128年，金天会六年）九月，被自己的異母兄趙㮙謀殺，年十八岁。

## 家庭
1. 妻：王妃李舜英（1110年—？），靖康之变被俘，归完颜兀室为妾
2. 妻：刘氏，娶于金国，生一女（遗腹女）。
3. 女儿：于宋有遗女一人，宋高宗封为乐平县主，出嫁杜安石，命大宗正司主婚。
4. 女儿：趙氏（1129年—？），刘氏所出遺腹女。皇統元年（1141年）和金人王安結婚。

## 延伸阅读
[在维基数据编辑]
 《宋史/卷246》，出自脱脱《宋史》